# Carlo Poggioli
Carlo Poggioli (Torre del Greco, 1959) è un costumista italiano, attivo in campo cinematografico, operistico, teatrale e televisivo.
È stato candidato cinque volte ai Nastri d'argento, tre ai David di Donatello ed una ai BAFTA.

## Biografia
Appassionatosi all'opera lirica andando da bambino al Teatro di San Carlo coi genitori, ha frequentato l'Istituto d'arte e l'Accademia di belle arti di Napoli. Si è formato presso la sartoria di Umberto Tirelli a Roma, tramite il quale ha avuto il suo primo impiego nel mondo del cinema, lavorando alle tinte de Il nome della rosa (1986) della costumista Gabriella Pescucci, di cui è stato assistente ne La famiglia di Ettore Scola, Le avventure del barone di Munchausen di Terry Gilliam e L'età dell'innocenza di Martin Scorsese. È stato per due anni assistente di Maurizio Millenotti durante la lavorazione de La voce della luna di Federico Fellini. Durante la sua gavetta è stato assistente anche di un altro grande costumista italiano, Piero Tosi, con cui lavora a film e opere liriche dirette da Franco Zeffirelli.
Grazie a Dino Trappetti, succeduto alla guida della sartoria dopo la morte di Tirelli, viene introdotto alla costumista statunitense Ann Roth, di cui sarà assistente ne Il paziente inglese e Il talento di Mr. Ripley, prima di firmare da pari i costumi di Ritorno a Cold Mountain  nel 2003, da lui definita «una grandissima opportunità», che gli apre le porte di Hollywood, dove lavorerà semi-stabilmente a partire da Van Helsing (2004), in cui ritrova l'ex-superiore Pascucci.
Ha curato assieme a Pascucci i costumi della versione "abortita" de L'uomo che uccise Don Chisciotte (il film, concretizzatosi 15 anni più tardi, non userà i costumi e le scenografie originari), apparendo anche nel documentario Lost in La Mancha. Ha collaborato ulteriormente con Gilliam ne I fratelli Grimm e l'incantevole strega e The Zero Theorem.
Altro sodalizio degno di nota è quello col regista Paolo Sorrentino, che l'ha voluto per i suoi progetti cinematografici e televisivi a partire da Youth - La giovinezza (2015).

## Filmografia

### Cinema
- Il lungo silenzio, regia di Margarethe von Trotta (1993)
- Ritorno a Cold Mountain (Cold Mountain), regia di Anthony Minghella (2003)
- Van Helsing, regia di Stephen Sommers (2004)
- Secret Passage, regia di Ademir Kenović (2004)
- I fratelli Grimm e l'incantevole strega (The Brothers Grimm), regia di Terry Gilliam (2005)
- L'educazione fisica delle fanciulle (The Fine Art of Love), regia di John Irvin (2005)
- Doom, regia di Andrzej Bartkowiak (2005)
- Seta (Silk), regia di François Girard (2007)
- Lezione ventuno, regia di Alessandro Baricco (2007)
- Miracolo a Sant'Anna (Miracle at St. Anna), regia di Spike Lee (2008)
- Ninja Assassin, regia di James McTeigue (2009)
- L'ultimo dei Templari (Season of the Witch), regia di Dominic Sena (2011)
- Il rito (The Rite), regia di Mikael Håfström (2011)
- The Raven, regia di James McTeigue (2012)
- La leggenda del cacciatore di vampiri (Abraham Lincoln: Vampire Hunter), regia di Timur Bekmambetov (2012)
- The Zero Theorem, regia di Terry Gilliam (2013)
- Romeo & Juliet, regia di Carlo Carlei (2013)
- Divergent, regia di Neil Burger (2014)
- Youth - La giovinezza (Youth), regia di Paolo Sorrentino (2015)
- Loro, regia di Paolo Sorrentino (2018)
- Waiting for the Barbarians, regia di Ciro Guerra (2019)
- L'ombra di Caravaggio, regia di Michele Placido (2022)
- Demeter - Il risveglio di Dracula (The Last Voyage of the Demeter), regia di André Øvredal (2023)
- The Palace, regia di Roman Polański (2023)
- Parthenope, regia di Paolo Sorrentino (2024)

### Televisione
- Giasone e gli Argonauti (Jason and the Argonauts) – miniserie TV, 2 episodi (2001)
- Le nebbie di Avalon (The Mists of Avalon) – miniserie TV, 2 episodi (2001)
- L'inchiesta – miniserie TV, 2 episodi (2006)
- Tut - Il destino di un faraone (Tut) – miniserie TV, 3 episodi (2015)
- The Young Pope – miniserie TV, 10 episodi (2016)
- The New Pope – miniserie TV, 9 episodi (2020)
- Il Gattopardo - miniserie TV, 6 episodi (2025)
- Il Turco (El Turco) – miniserie TV, 6 episodi (2025)

## Teatro
- Criside di Enea Silvio Piccolomini, regia di Pino Simonelli. Accademia di belle arti di Napoli (1982)
- Aulularia di Plauto, regia di Sergio Pacelli. Villa Pignatelli di Napoli (1982)
- Pierrot fumista di Jules Laforgue, regia di Vincenzo Maria Cuomo. Teatro Metropolitan di Napoli (1984)
- Mai più amore per sempre di e regia di Ruggero Cappuccio. Teatro Segreto di Salerno (1985)
- Strano interludio di Eugene O'Neill, regia di Luca Ronconi. Teatro Stabile di Torino (1989)
- La pazza di Chaillot di Jean Giraudoux, regia di Luca Ronconi. Teatro Stabile di Torino (1991)
- Desideri mortali di e regia di Ruggero Cappuccio. Teatro Segreto di Salerno (1996)
- Il sorriso di San Giovanni di e regia di Ruggero Cappuccio. Teatro Segreto di Roma (1997)
- La gazzetta di Gioachino Rossini (musica) e Giuseppe Palomba (libretto), regia di Marco Gandini. Garsington Opera House di Oxford (1997)
- La lupa di Marco Tutino (musica) e Giuseppe Di Leva (libretto), regia di Marco Gandini. Teatro Massimo di Palermo (1997)
- Tieste di Seneca, regia di Ruggero Cappuccio. Teatro Argentina di Roma (1998)
- Bacchidi di Plauto, regia di Ruggero Cappuccio. Teatro Argentina di Roma (1998)
- Nina, o sia La pazza per amore di Giovanni Paisiello (musica) e Giovanni Battista Lorenzi (libretto), regia di Carlo Battistoni. Teatro alla Scala di Milano (1998)
- La prova di un'opera seria di Francesco Gnecco (musica) e Giulio Artusi (libretto), regia di Lorenza Cantini. Teatro dell'Opera di Roma (1998)
- L'amico Fritz di Pietro Mascagni (musica) e Nicola Daspuro (libretto), regia di Marco Gandini. Teatro Massimo Vincenzo Bellini di Catania (1999)
- Il tabarro di Giacomo Puccini (musica) e Giuseppe Adami (libretto), regia di Marco Gandini. Teatro Filarmonico di Verona (1999)
- Gianni Schicchi di Giacomo Puccini (musica) e Giovacchino Forzano (libretto), regia di Marco Gandini. Teatro Filarmonico di Verona (1999)
- Falstaff di Giuseppe Verdi (musica) e Arrigo Boito (libretto), regia di Ruggero Cappuccio. Teatro alla Scala di Milano (2000)
- Gustavo III di Giuseppe Verdi (musica) e Antonio Somma (libretto), regia di Ruggero Cappuccio. Teatro San Carlo di Napoli (2001)
- L'italiana in Algeri di Gioachino Rossini (musica) e Angelo Anelli (libretto), regia di Marco Gandini. Teatro Comunale di Treviso (2005)
- Il ritorno di Don Calandrino di Domenico Cimarosa (musica) e Giuseppe Petrosellini (libretto), regia di Ruggero Cappuccio. Teatro Dante Alighieri di Ravenna (2007)
- L'elisir d'amore di Gaetano Donizetti (musica) e Felice Romani (libretto), regia di Ruggero Cappuccio. Teatro dell'Opera di Roma (2011)
- Il barbiere di Siviglia di Gioachino Rossini (musica) e Cesare Sterbini (libretto), regia di Ruggero Cappuccio. Teatro dell'Opera di Roma (2012)
- Don Pasquale di Gaetano Donizetti (musica) e Michele Accursi (libretto), regia di Ruggero Cappuccio. Teatro dell'Opera di Roma (2013)
- Spaccanapoli Times di e regia di Ruggero Cappuccio. Teatro Nazionale di Napoli (2015)
- Casanova di Ruggero Cappuccio, regia di Nadia Baldi. Teatro Segreto di Napoli (2015)
- Ferdinando di Annibale Ruccello, regia di Nadia Baldi. Teatro San Ferdinando di Napoli (2017)
- Desideri mortali di e regia di Ruggero Cappuccio. Teatro San Ferdinando di Napoli (2018)
- Circus Don Chisciotte di e regia di Ruggero Cappuccio. Teatro Eliseo di Roma (2018)

## Riconoscimenti
- Premi BAFTA
  - 2004 – Candidatura ai migliori costumi per Ritorno a Cold Mountain (con Ann Roth)
- Premi Emmy
  - 2002 – Candidatura ai migliori costumi per una miniserie, film TV o speciale televisivo per Le nebbie di Avalon
- David di Donatello
  - 2016 – Candidatura ai migliori costumi per Youth - La giovinezza
  - 2019 – Candidatura ai migliori costumi per Loro
  - 2023 – Candidatura ai migliori costumi per L'ombra di Caravaggio
- Nastri d'argento
  - 2005 – Candidatura ai migliori costumi per Van Helsing (con Gabriella Pescucci)
  - 2008 – Candidatura ai migliori costumi per Seta (con Kazuko Kurosawa)
  - 2009 – Candidatura ai migliori costumi per Lezione ventuno
  - 2015 – Candidatura ai migliori costumi per Romeo & Juliet e Youth - La giovinezza
  - 2018 – Candidatura ai migliori costumi per Loro
- Saturn Awards
  - 2005 – Candidatura ai migliori costumi per Van Helsing (con Gabriella Pescucci)
- Ciak d'oro
  - 2016 – Candidatura ai migliori costumi per Youth - La giovinezza
  - 2019 – Candidatura ai migliori costumi per Loro
- Genie Awards
  - 2008 – Migliori costumi per Seta (con Kazuko Kurosawa)
- Jutra Awards
  - 2008 – Migliori costumi per Seta (con Kazuko Kurosawa)
- Premio Cinearti La chioma di Berenice
  - 2006 – Migliori costumi cinematografici per I fratelli Grimm e l'incantevole strega (con Gabriella Pescucci)
  - 2015 – Candidatura ai migliori costumi cinematografici per Youth - La giovinezza